# Barzana
Barzana (lombardul: Barsana) település Olaszországban, Lombardia régióban, Bergamo megyében. Lakosainak száma 2015 fő (2023. január 1.). Barzana Mapello, Almenno San Bartolomeo, Brembate di Sopra és Palazzago községekkel határos.

## Népesség
A település népességének változása:
| Lakosok száma | 1965 | 1980 | 2015 |
|               | 2017 | 2018 | 2023 |